# Ragoût de castor
Le ragoût de castor (bebrienos troškinys en lituanien) est un plat traditionnel de la cuisine lituanienne.
Comme son nom l'indique, il est préparé avec de la viande de castor, animal qui se chasse en Lituanie.
La viande est marinée pendant deux jours, avec des baies de genièvre et d'autres épices. Il est ensuite généralement cuit avec des carottes, des oignons, de la farine, des pruneaux, des noix et des champignons. Ce plat est habituellement accompagné de pommes de terre en purée ou en salade.